# Liste des monuments aux morts du 14e arrondissement de Paris

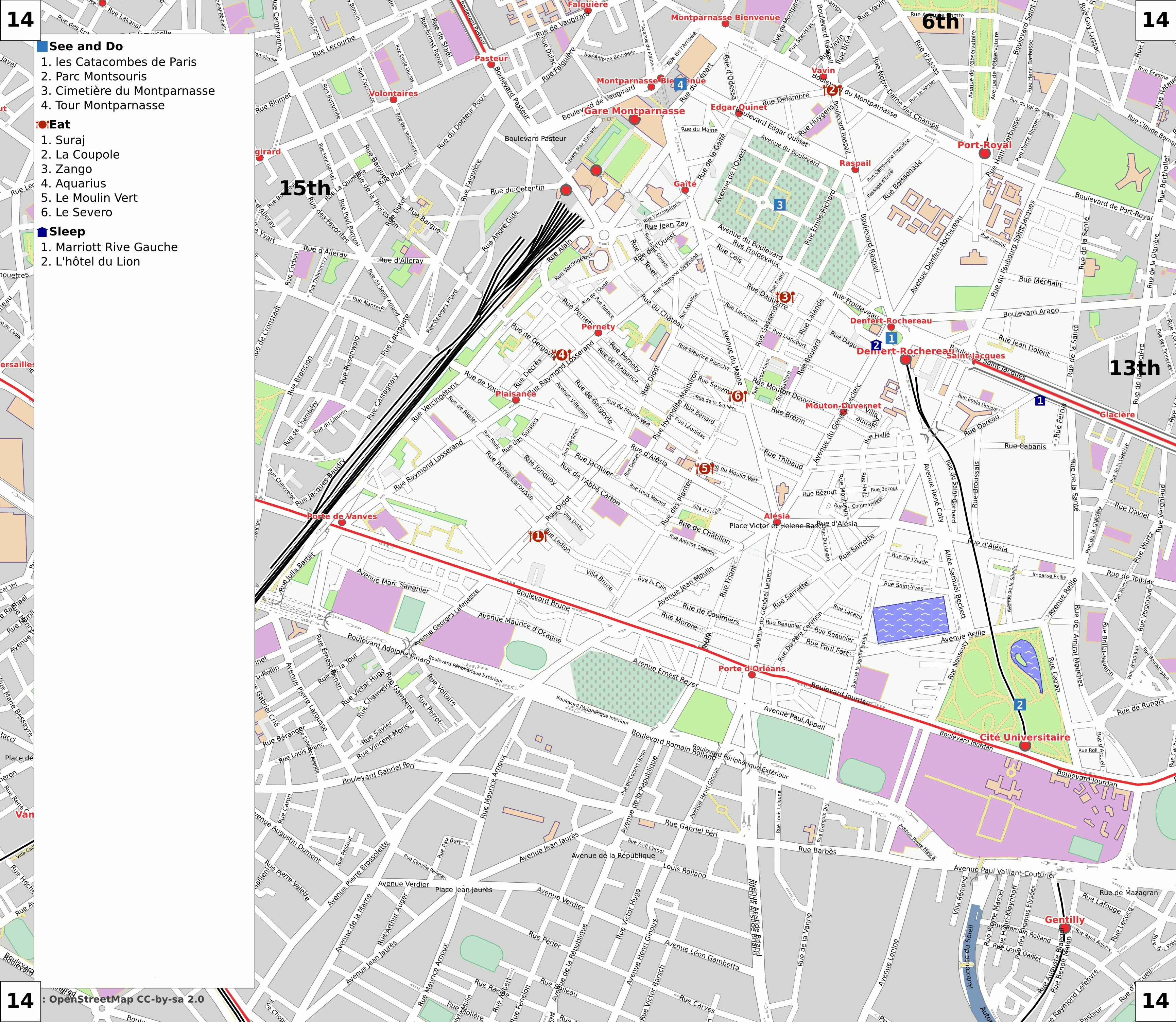
Plan du 14e arrondissement de Paris.

Cet article recense les monuments aux morts du 14e arrondissement de Paris, en France.

## Liste
- Monument aux morts du 14e arrondissement, Gilbert Privat (1955, porte d'Orléans)[1]
- Monument aux morts des pupilles de l'État de la ville de Paris (ex département de la Seine), morts pour la France sans famille (hôpital Saint-Vincent-de-Paul)